# Saint Thomas (Amerikaanse Maagdeneilanden)
Saint Thomas (Nederlands: Sint-Thomas; Deens: Sankt Thomas) is een eiland van de Amerikaanse Maagdeneilanden. De hoofdplaats van de Amerikaanse Maagdeneilanden, Charlotte Amalie, ligt op het eiland. In 2020 telde Saint Thomas 42.261 inwoners.

## Geschiedenis
Saint Thomas was oorspronkelijk bewoond door Taíno inheemsen, maar werd in de 14e eeuw door de Cariben veroverd. In 1493 werd het eiland ontdekt door Christoffel Columbus. Het eiland werd niet gekoloniseerd, maar wel gebruikt door piraten.
In 1657 vestigden Nederlandse kolonisten zich op Saint Thomas. In 1666 volgden kolonisten uit Denemarken, en in 1671 werd Saint Thomas door de Deense West-Indische en Guineese Compagnie geclaimd als Sankt Thomas. In 1673 arriveerden de eerste slaven uit Afrika en werden suikerrietplantages gesticht. In 1680 werden de Maagdeneilanden verdeeld in de Britse Maagdeneilanden en Deens-West-Indië.
Saint Thomas bleef een toevluchtsoord voor piraten. In 1685 werd het eiland verpacht aan de Brandenburgse Afrikaanse Compagnie. Het dorp Taphus (letterlijk: taphuis) was ontstaan aan de haven. In 1691 werd de naam gewijzigd in Amalienborg naar Charlotte Amalia, de vrouw van de Deense koning, en werd het de hoofdplaats van het eiland. Saint Thomas begon zich te ontwikkelen als een succesvolle kolonie. In 1715 werd het bewoond door 547 blanken en 3042 zwarte en rode slaven. In 1718 werd het naburige eiland Saint John gekoloniseerd vanuit Saint Thomas.
In 1754 werd Deens-West-Indië een kroonkolonie van Denemarken, maar de hoofdstad werd verplaatst naar Christiansted op het eiland Saint Croix dat in 1733 van Frankrijk was gekocht. De haven van Charlotte Amalie werd een vrijhaven. Van 1801 tot 1802, en van 1807 tot 1815 werd het eiland bezet door het Verenigd Koninkrijk. Suiker werd minder winstgevend, en in 1848 werd de slavernij afgeschaft. Saint Thomas raakte geleidelijk in verval.
In 1917 werd Saint Thomas verkocht aan de Verenigde Staten met uitzondering van Water Island dat privébezit was. In 1927 kregen de inwoners Amerikaans staatsburgerschap. In 1931 werd een gouverneur aangesteld en werd Charlotte Amalie de hoofdstad van de Amerikaanse Maagdeneilanden. In 1944 werd Water Island gekocht door de United States Department of Defense. In de tweede helft van de 20e eeuw begon Saint Thomas zich te ontwikkelen als een toeristisch eiland.

## Indeling

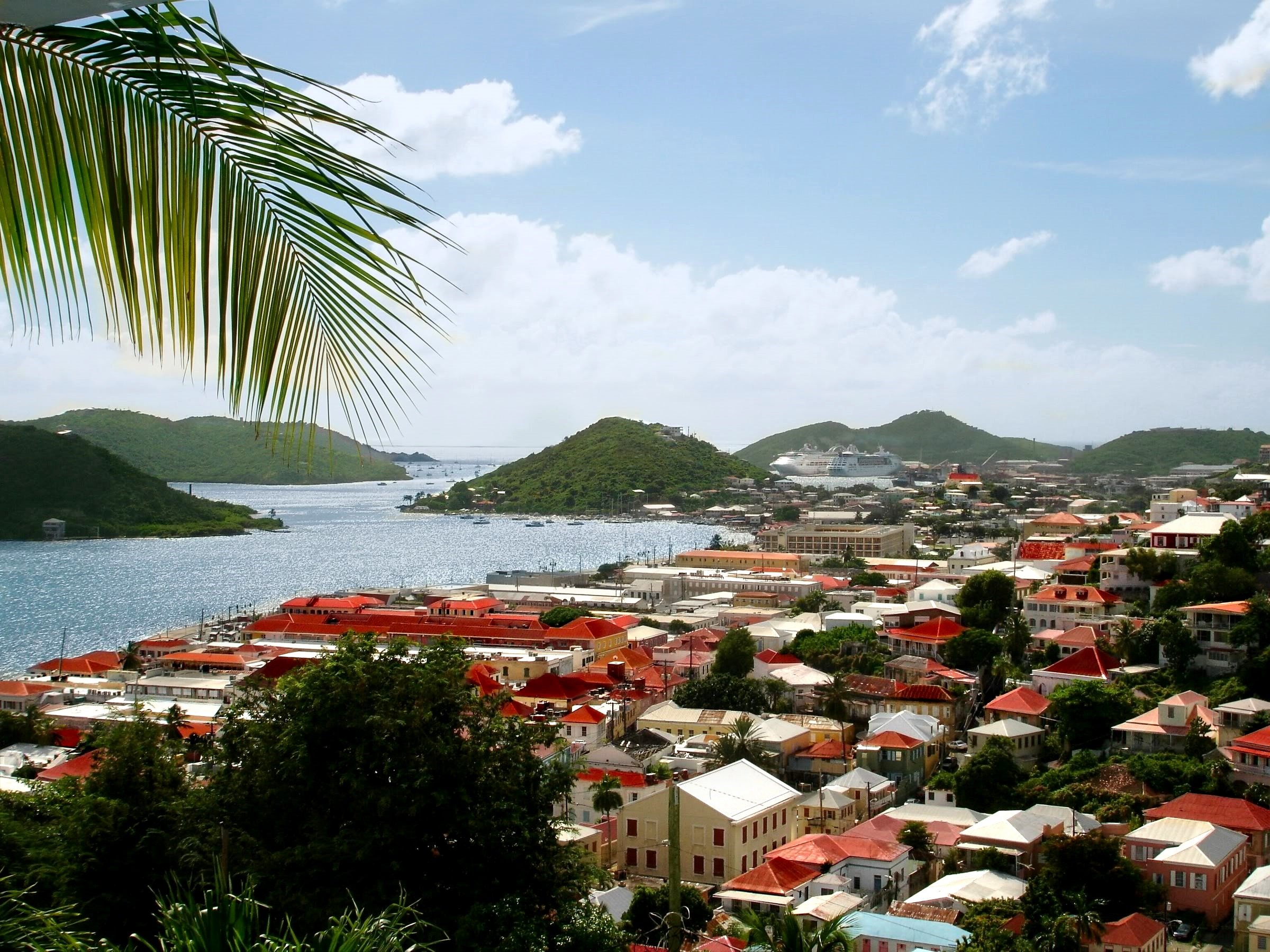
Charlotte Amalie

Saint Thomas is onderverdeeld in 7 subdistricten:
- Charlotte Amalie (inclusief Hassel Island)
- East End (inclusief Red Hook, Great Saint James, Little Saint James, en Thatch Cay)
- Northside (inclusief Great Hans Lollik en Hull Bay)
- Southside
- Tutu (inclusief Anna's Retreat)[13]
- Water Island
- West End

De subdistricten hebben alleen een statistische functie; er is geen lokale overheid.

## Geografie

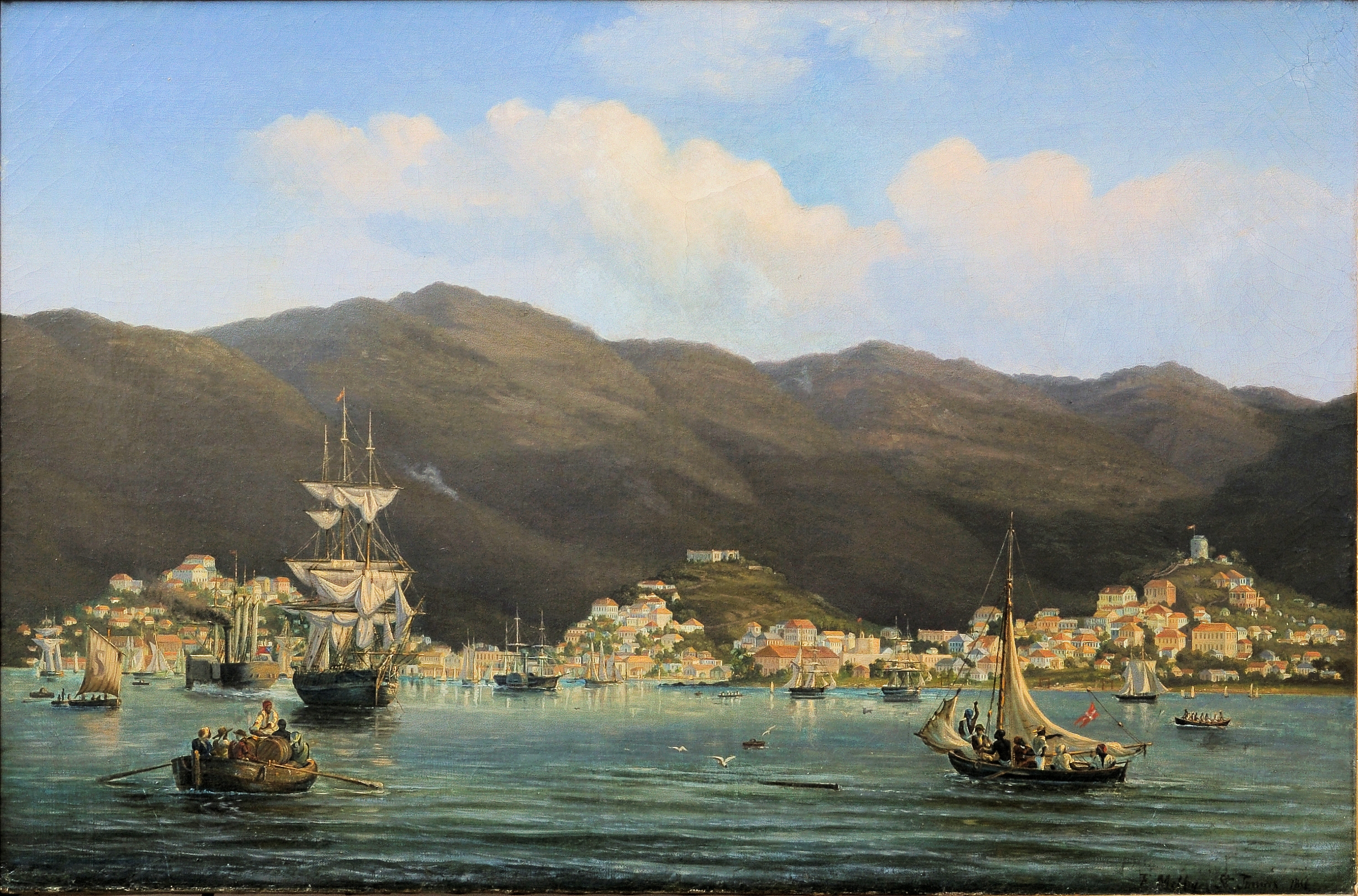
Schilderij van Saint Thomas door Fritz Melbye (1851)

Saint Thomas ligt 4 km ten westen van Saint John. Het eiland is van vulkanische oorsprong, en is ongeveer 100 miljoen jaar geleden ontstaan. Puerto Rico, Saint John, Saint Thomas, en de Britse Maagdeneilanden met uitzondering van Anegada vormen samen de Puerto Ricobank. In het Pleistoceen was het één eiland, maar door de stijging van de zee zijn Puerto Rico en de Maagdeneilanden gescheiden door een 60 kilometer brede zee die tot 30 meter diep is.
De vulkanen die Saint Thomas hebben gevormd zijn niet meer actief, maar ten noorden van het eiland ligt de convergente plaatgrens tussen de Caribische en de Noord-Amerikaanse Plaat. De botsing tussen de twee platen veroorzaakt aardbevingen en tsunami's in het gebied. In 1867 werd Charlotte Amalie getroffen door een tsunami met een hoogte van 4,5 tot 6,1 meter.

### Stranden

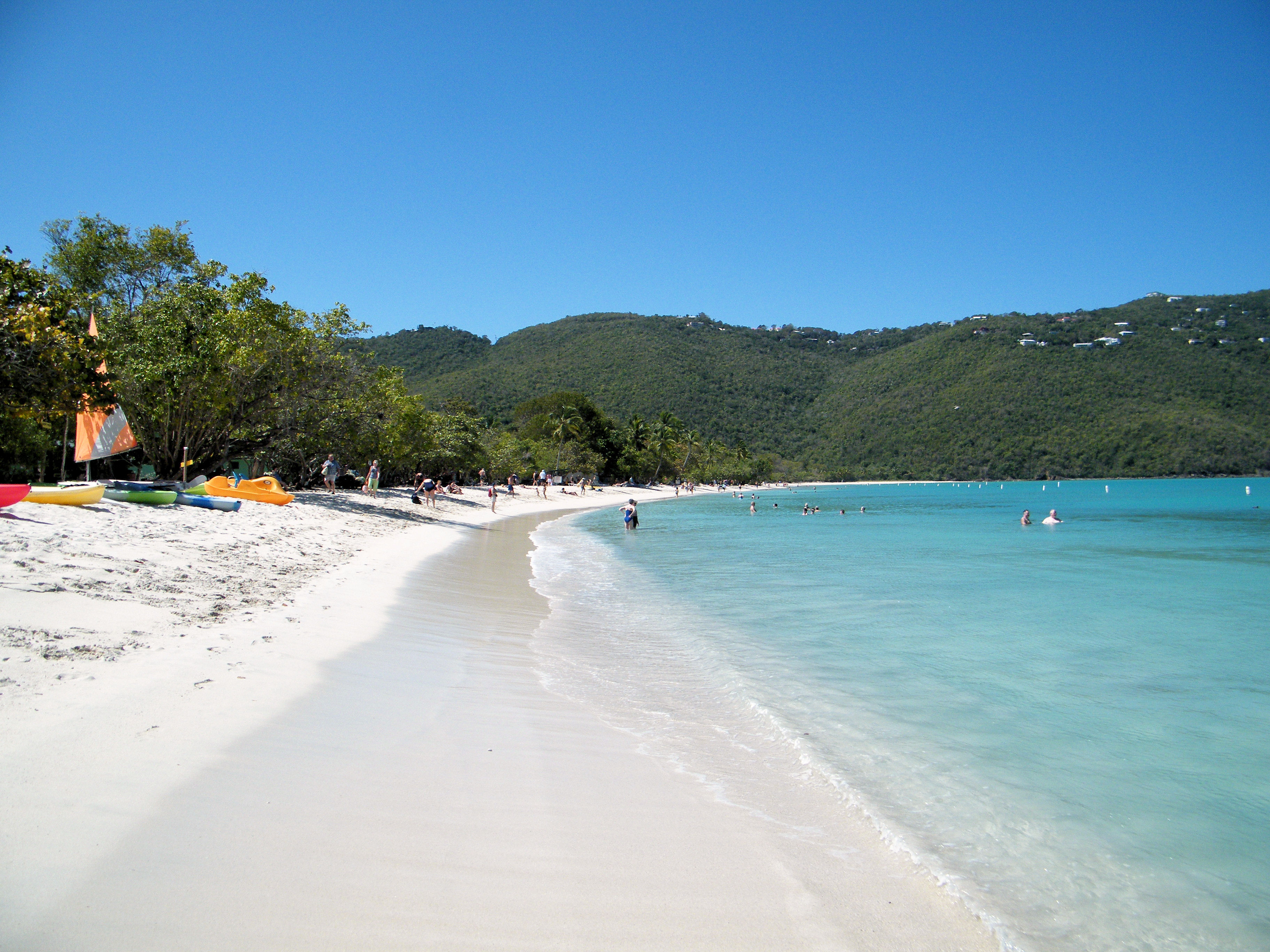
Magens Bay

Saint Thomas heeft de beschikking over meer dan 40 stranden. De bekendste stranden zijn:
- Coki Beach, een strand in het noordoosten van Saint Thomas met dolfinarium.
- Honeymoon Beach op Water Island, een klein strandje op een eiland voor Charlotte Amalie.
- Hull Bay, een strand aan de noordkant dat geschikt is voor surfen.[21]
- Magens Bay, een lang strand aan een grote baai. Het is een van de populairste stranden, maar heeft betaalde toegang.
- Sapphire Beach, een strand in het noordoosten van het eiland.

## Transport
De internationale luchthaven Cyril E. King ligt ten westen van de hoofdplaats Charlotte Amelie. Vanaf de haven van Charlotte Amelie vertrekken veerboten naar Cruz Bay op Saint John, Christiansted op Saint Croix, Water Island, en Tortola op de Britse Maagdeneilanden. De autoveer naar Saint John vertrekt van Red Hook. Tevens is er vanaf Red Hook drie keer per week een veerdienst naar Jost Van Dyke op Britse Maagdeneilanden.
Er rijden bussen binnen Charlotte Amelie en naar het vliegveld, maar er zijn weinig busverbindingen naar de rest van het eiland. Taxi's en huurauto's zijn beschikbaar. Het verkeer op Saint Thomas rijdt links.

## Taal
Veel van de kolonisten uit 1657 bleven in Saint Thomas wonen nadat het Deens was geworden. In 1667 werd Sint Eustatius aangevallen door het Verenigd Koninkrijk, en verhuisde een gedeelte van de bevolking naar Saint Thomas. De groep bestond voornamelijk uit Zeeuwen en West-Vlamingen. De interactie met de Afrikaanse slaven resulteerde in de ontwikkeling van de creooltaal Negerhollands. In 1898 werd Alice Stevens geboren op Saint John, en sprak Negerhollands als moedertaal. In 1977 was Stevens een van de zes laatste bekende sprekers, en werd uiteindelijk de laatste spreker. In 1987 overleed Stevens en stierf de taal officieel uit.

## Geboren op Saint Thomas
- Camille Pissarro (1830-1903), Frans kunstschilder
- Edward Wilmot Blyden (1832-1912), Liberiaans onderwijskundige, schrijver en diplomaat
- Kelsey Grammer (1955), acteur, producer en schrijver
- Peter Holmberg (1960), zeiler
- Ron Blake (1965), jazzsaxofonist en componist
- Dion Parson (1967), jazzdrummer
- Reuben Rogers (1974), jazzmuzikant en componist
- Daryl Homer (1990), schermer

## Galerij

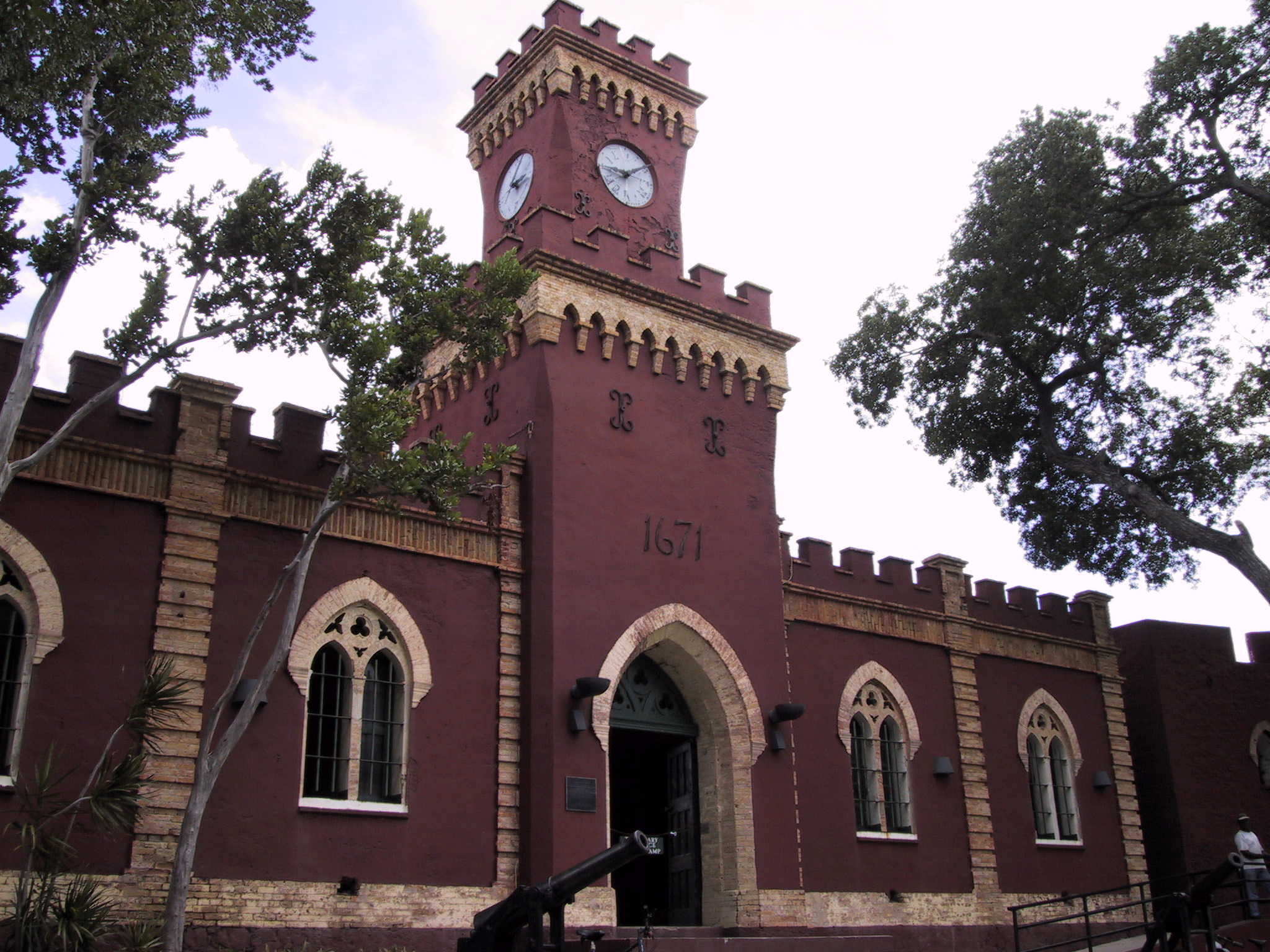
Fort Christian
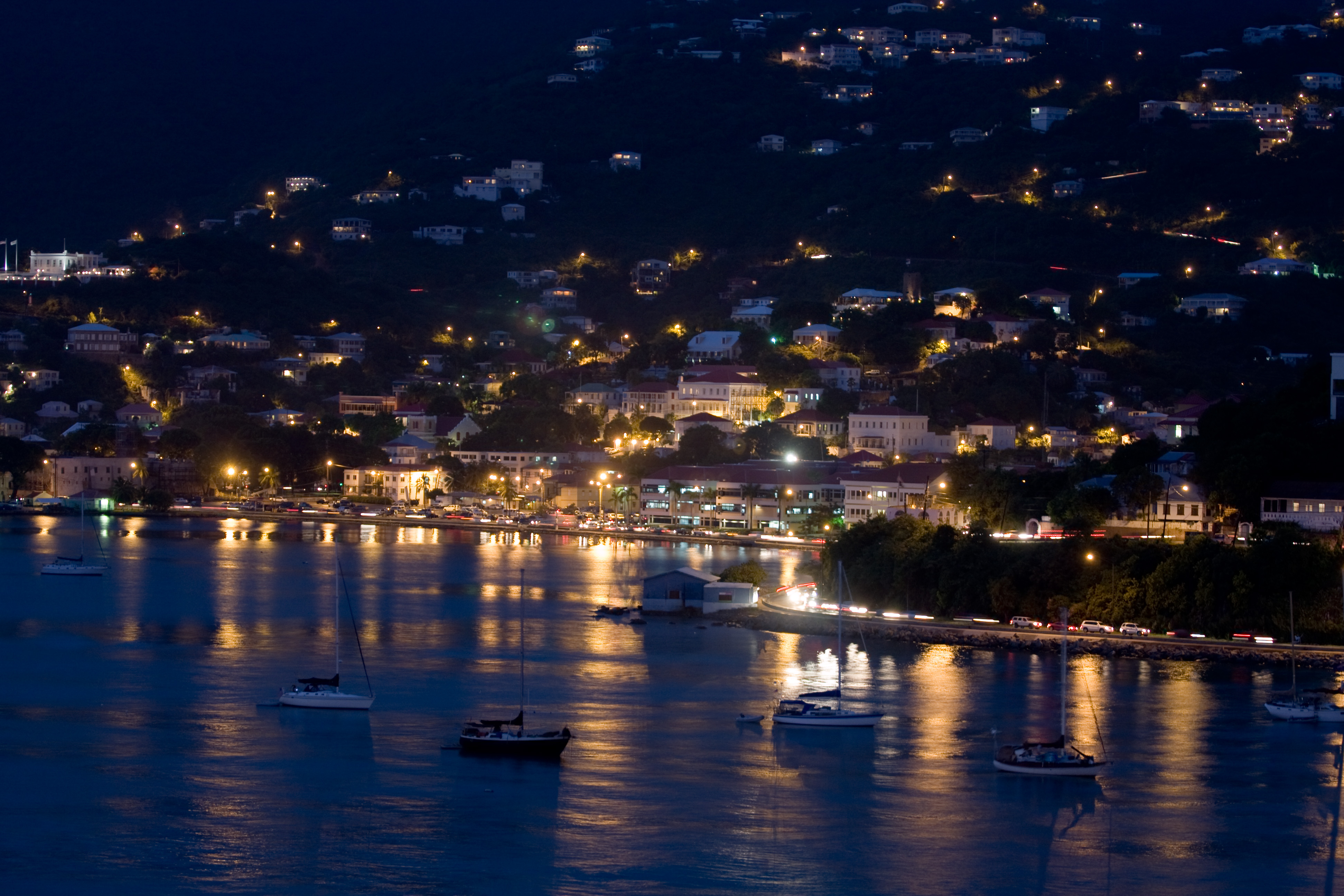
Charlotte Amalie in de avond
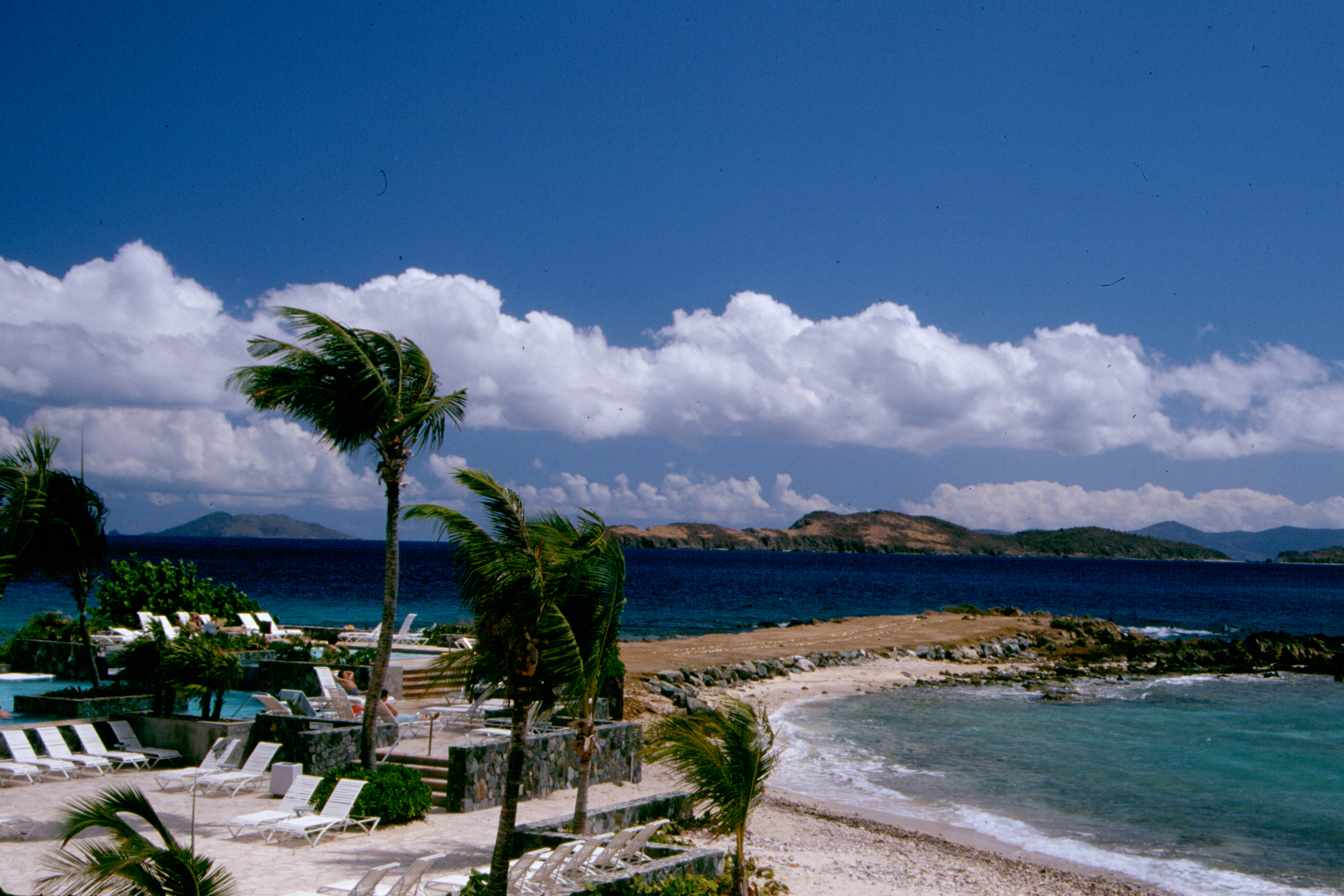
Sapphire Beach
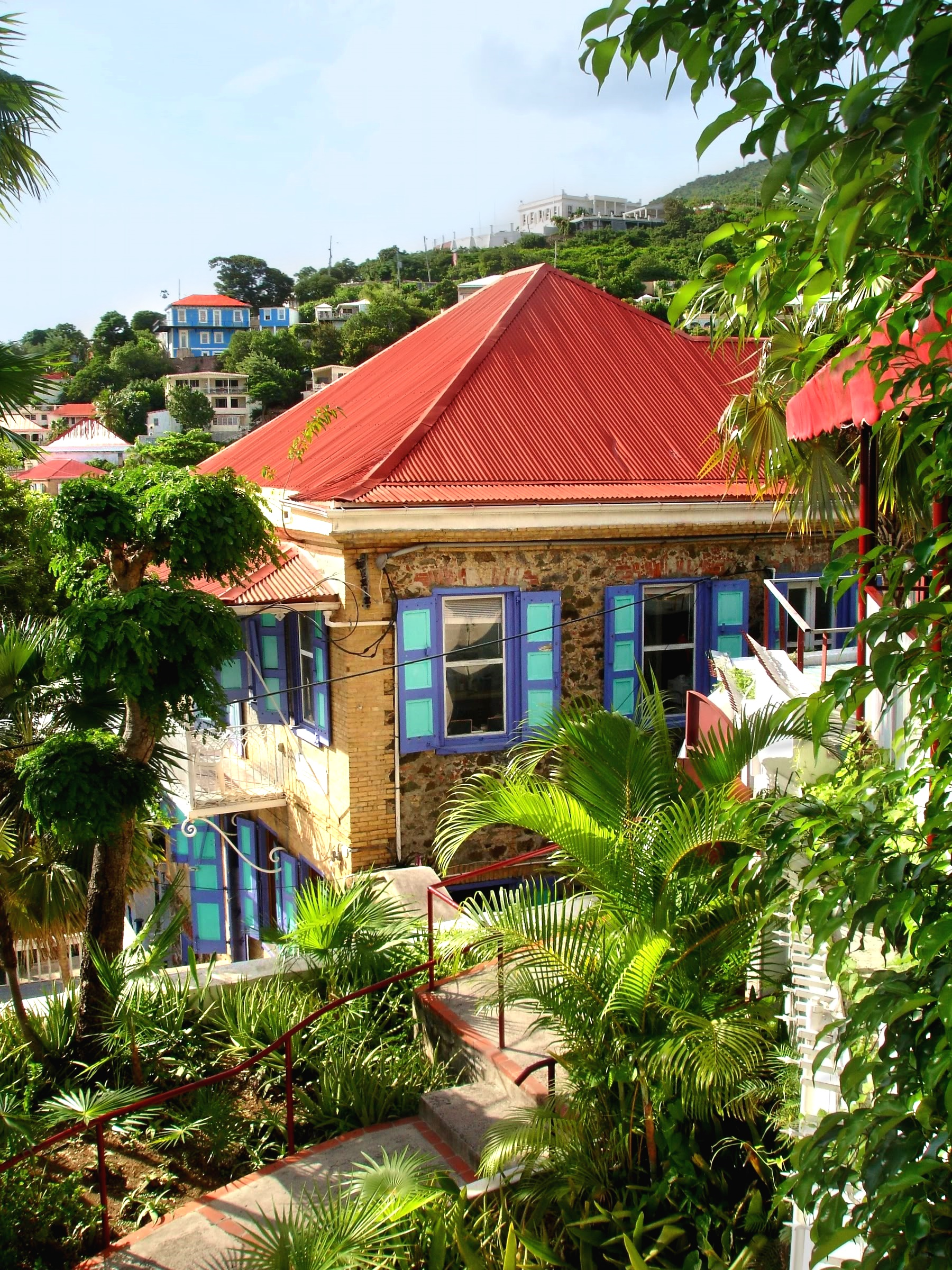
Huizen in Charlotte Amalie

Saint Croix · Saint John · Saint Thomas

Buck Island (Saint Croix) · Great Hans Lollik · Great Saint James · Hassel Island · Little Saint James · Protestant Cay · Thatch Cay · Water Island